# Amathimysis brattegardi
Amathimysis brattegardi is een aasgarnalensoort uit de familie van de Mysidae. De wetenschappelijke naam van de soort is voor het eerst geldig gepubliceerd in 1981 door Stuck & Heard.